# Сентдьёрди, Дежё
Дежё Сентдьёрди (Сентдьёрдьи; венг. Szentgyörgyi Dezső; 1915—1971) — венгерский военный лётчик, самый результативный венгерский ас Второй мировой войны.

## Биография
Родился 16 января 1915 года в деревне Кёкут в Австро-Венгрии (ныне входит в Капошварский яраш венгерского медье Шомодь).
После окончания школы, в 18 лет добровольцем вступил в Королевские венгерские ВВС. Первоначально служил механиком, позже прошёл подготовку лётчика — закончил авиационное училище в Секешфехерваре.
В качестве лётчика-истребителя принимал участие в операциях Второй мировой войны в Венгрии, летая на итальянском самолёте Fiat CR.32. Летом 1942 года Сентдьёрди был переведён в истребительную эскадрилью 1/1 Dongó («Шмель») и воевал на Восточном (советском) фронте.
Когда 1 мая 1944 года была образована элитная 101-я истребительная группа Puma Венгерских ВВС (венг. 101. Puma vadászrepülő osztály), Дежё Сентдьёрди был переведён в её истребительную эскадрилью 101/2 Retek. Он продолжал летать и одерживать воздушные победы, последняя из которых состоялась 15 апреля 1945 года. К концу войны он совершил более 220 боевых вылетов, ни разу не потеряв свой самолёт, став самым успешным пилотом венгерских ВВС.
После войны вернулся домой и стал пилотом венгерской авиакомпании MASZOVLET (ныне — Malév), где работал с 1946 по 1949 годы. Между 1950 и 1956 годами Сентдьёрди несколько лет провёл в венгерских тюрьмах, затем снова вернулся в уже переименованную авиакомпанию Malév, налетав в ней 12 334 часов и преодолев более 5 миллионов километров. Погиб 28 августа 1971 года недалеко от Копенгагена во время аварии Ил-18 (самолёт упал в море при заходе на посадку), при этом менее чем через три недели он выходил в отставку. Был похоронен на кладбище Фаркашрети в Будапеште.
Именем Дежё Сентдьёрди названа авиационная база Военно-воздушных сил Венгрии в Кечкемете, оснащённая самолётами Миг-29 и JAS 39 Gripen.

## Награды
- Был награждён Железным крестом 2-го класса и многими медалями Венгрии.